# Steinheim (Westfalen)

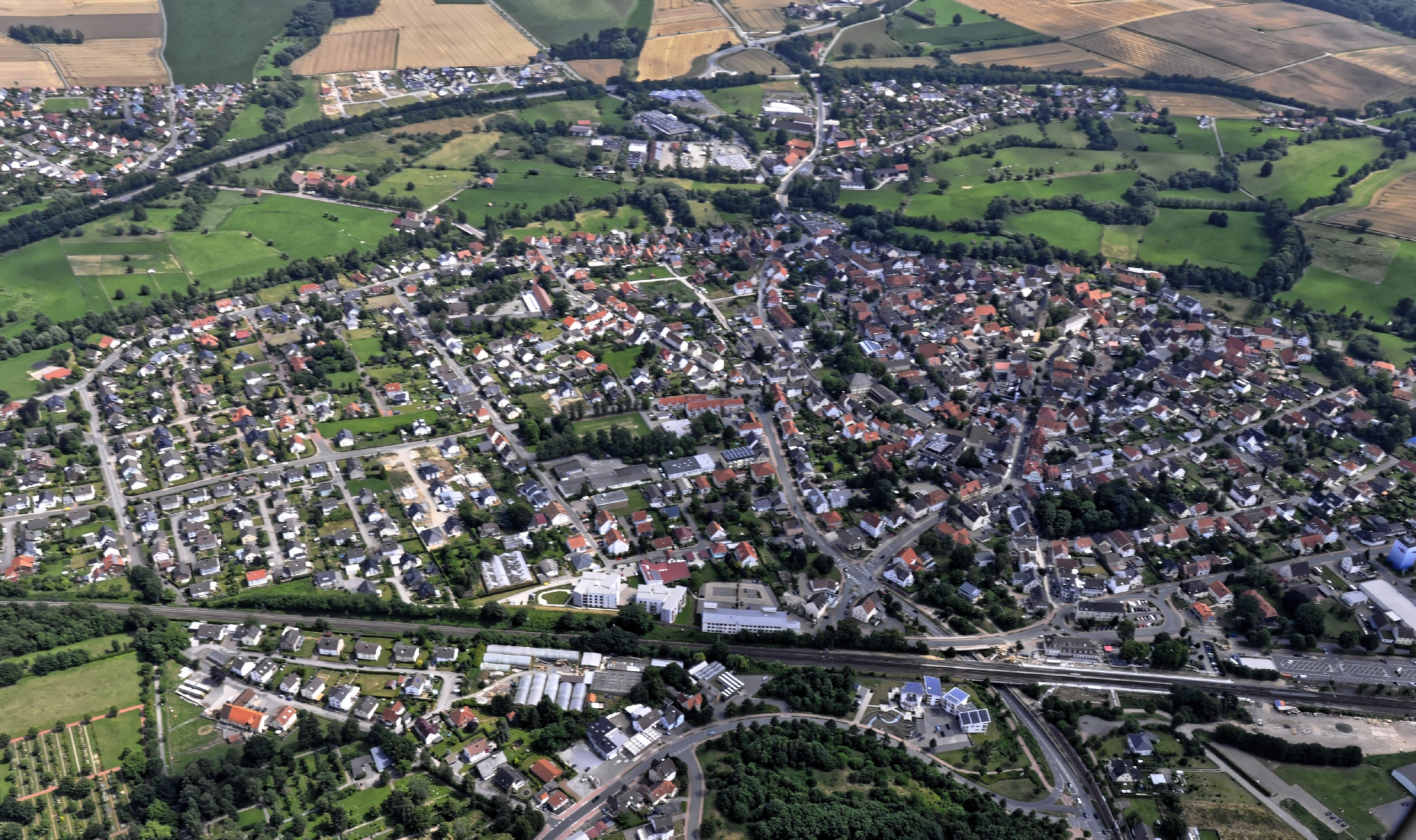
Die Innenstadt von oben

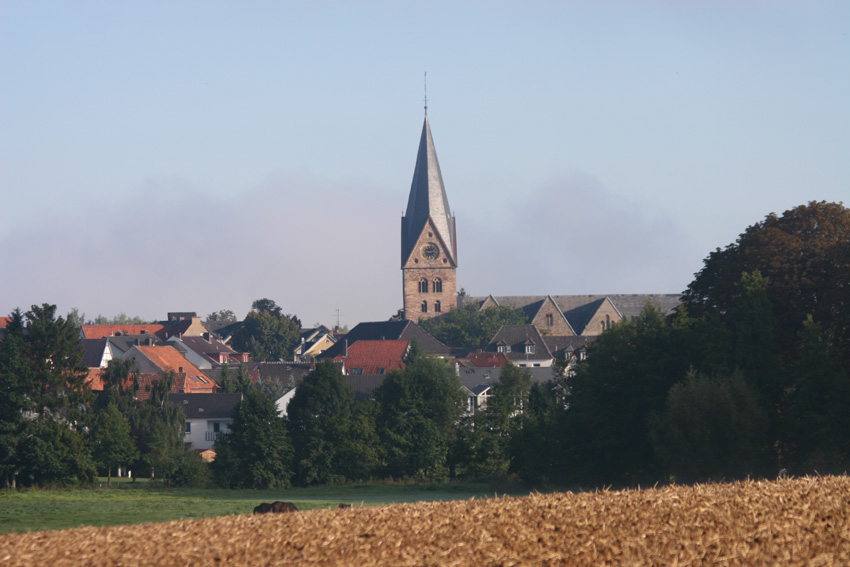
Blick auf Steinheim mit der Pfarrkirche St. Marien Steinheim

Steinheim (historisch auch Stenhem, Steynhem, Steinheimb oder Stenheym) ist eine Stadt in Nordrhein-Westfalen (Deutschland) und gehört zum Kreis Höxter. Steinheim bildet ein Mittelzentrum in der Steinheimer Börde, einer der Hauptlandschaften des früheren Hochstifts Paderborn. Diese Landschaft wurde in Sachsenzeiten Wethi – Weizengau – genannt.
Die Stadt liegt im hügeligen Vorland des Eggegebirges.

## Geografie

### Geografische Lage
Steinheim liegt im oberen Weserbergland inmitten des Naturparks Eggegebirge und südlicher Teutoburger Wald. Wichtigstes Fließgewässer ist die Emmer, die in Schieder zum Schiedersee aufgestaut wird und südlich von Hameln in die Weser mündet. Steinheim liegt inmitten der Steinheimer Börde, einem runden intramontanen Becken von etwa 15 km Durchmesser. Der größte Teil des Beckens liegt 120 bis 200 m hoch.
Nur der 240 m hohe Stoppelberg ragt als ein von weither sichtbares Wahrzeichen der Steinheimer Börde darüber hinaus.

### Geologie

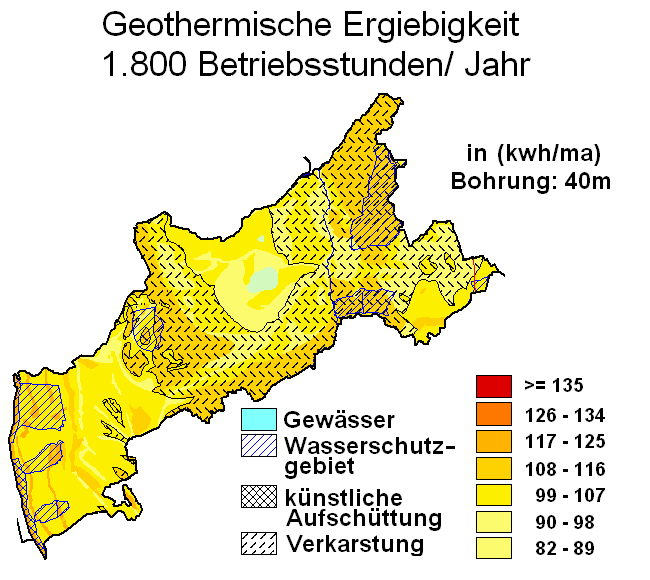
Geothermische Karte von Steinheim

Das Gebiet der Stadt Steinheim ist in etwa gleich dem Steinheimer Becken (nicht zu verwechseln mit dem durch Meteoriteneinschlag entstandenen Steinheimer Becken in Baden-Württemberg). Es ist eine wellige Muldenlandschaft, die von Höhenzügen begrenzt wird. In Richtung Südwesten, zum Eggegebirge hin, treten mehrere parallel verlaufende Bergkämme auf. Der Festgesteinsuntergrund wird hier wesentlich aus Ton-, Mergel-, Kalk- und Sandsteinen des Erdmittelalters bestimmt, vornehmlich aus dem Trias, Jura und der Unterkreide. Diese Sedimentgesteine sind hier zwischen einem und 1,5 km stark. Sie wurden im Lauf der Erdgeschichte herausgehoben und in zahlreiche Sättel, Mulden, Gräben und Horste zerlegt.
Gesteine des Erdaltertums (Devon, Karbon und Perm) sind im tieferen Untergrund zu finden. Lockergesteine des Eiszeitalters, also Kies, Sand und Löss, haben weite Bereiche des Steinheimer Beckens eingeebnet.
Kalksteine, Sandsteine und Tonmergelsteine des unteren und oberen Muschelkalks, sowie Abschnitte des Keupers und der Unterkreide, sind die wichtigsten Grundwasserleiter. Zum Teil sind die Grundwässer jedoch durch Lösung von Gips und Steinsalz im tieferen Untergrund stark versalzen, so dass sie nicht als Trinkwasser verwendet werden können. In Schichten des mittleren Buntsandsteins liegt bei Vinsebeck ein Mineralwasservorkommen.
Im Nordosten des Stadtgebiets herrschen fruchtbare Parabraunerden aus schluffigem Lehm bis lehmigem Schluff vor, die intensiv ackerbaulich genutzt werden. Auf Höhenzügen auf Erosionsflächen treten oft Festgesteine des Keupers (Trias) an die Oberfläche. In diesen Gebieten treten Braunerden, teilweise (Pseudogley-Braunerden auf. Südwestlich kommen auf Muschelkalkgesteinen und Gesteinen des oberen Buntsandsteins lehmig-tonige Braunerden, manchmal auch Rendzinen vor. Im Westen hat das Stadtgebiet einen kleinen Anteil am Höhenzug des Eggegebirges, dort haben sich auf nährstoffarmen Sandsteinen Braunerde-Podsole und Pseudogleye) entwickelt. Daher werden diese Gebiete lediglich forstlich genutzt. In Bachtälern sind Grünlandstandorte zu finden, da Gleye oder auch braune Auenböden vorherrschen.
Das Gebiet von Steinheim eignet sich an einigen Standorten weniger, ansonsten gut bis sehr gut zur Nutzung von geothermischen Wärmequellen mittels Erdwärmesonde und Wärmegewinnung durch Wärmepumpenheizungen (siehe dazu auch nebenstehende Karte).

### Ausdehnung des Stadtgebiets
Das Stadtgebiet von Steinheim bedeckt eine Fläche von 75,68 km². Die größte Ausdehnung in Nordsüdrichtung beträgt etwa 14,6 km, in Ostwestrichtung etwa 15,4 km.
| Fläche nach Nutzungsart | Landwirt- schafts- fläche | Wald- fläche | Gebäude-, Frei- und Betriebsfläche | Verkehrs- fläche | Wasser- fläche | Sport- und Grünfläche | sonstige Nutzung |
| ----------------------- | ------------------------- | ------------ | ---------------------------------- | ---------------- | -------------- | --------------------- | ---------------- |
| Fläche in km²           | 47,29                     | 16,99        | 6,00                               | 4,34             | 0,63           | 0,39                  | 0,06             |
| Anteil an Gesamtfläche  | 62,5 %                    | 22,4 %       | 7,9 %                              | 5,7 %            | 0,8 %          | 0,5 %                 | 0,2 %            |

### Nachbargemeinden
|                   | Schieder-Schwalenberg                       |         |
| Horn-Bad Meinberg | Kompassrose, die auf Nachbargemeinden zeigt | Nieheim |
|                   | Bad Driburg                                 |         |

Nachbargemeinden von Steinheim sind im Osten und Südosten die Stadt Nieheim, im Süden die Stadt Bad Driburg (beide im Kreis Höxter), sowie im Westen und Nordwesten die Stadt Horn-Bad Meinberg und im Norden die Stadt Schieder-Schwalenberg (beide im Kreis Lippe).

### Stadtgliederung
Nach § 3 Abs. 1 ihrer Hauptsatzung gliedert sich die Stadt Steinheim in folgende neun Stadtbezirke, die vor 1970 eigenständige Gemeinden im Amt Steinheim bzw. im Fall von Grevenhagen im Kreis Detmold waren:
| Ortsteil    | Einwohner | Gliederung von Steinheim |
| ----------- | --------- | ------------------------ |
| Bergheim    | 1.001     | Gliederung von Steinheim |
| Eichholz    | 0.241     | Gliederung von Steinheim |
| Grevenhagen | 0.216     | Gliederung von Steinheim |
| Hagedorn    | 0.097     | Gliederung von Steinheim |
| Ottenhausen | 0.479     | Gliederung von Steinheim |
| Rolfzen     | 0.383     | Gliederung von Steinheim |
| Sandebeck   | 0.861     | Gliederung von Steinheim |
| Steinheim   | 8.143     | Gliederung von Steinheim |
| Vinsebeck   | 1.193     | Gliederung von Steinheim |
| Gesamt      | 12.6140   | Gliederung von Steinheim |

Angegeben sind die Einwohnerzahlen nach Angaben der Stadt Steinheim und auf dem Stand vom 31. Dezember 2019.

### Klima
|                       | Jan | Feb | Mär | Apr | Mai | Jun | Jul | Aug | Sep | Okt | Nov | Dez |   |      |
| Mittl. Tagesmax. (°C) | 3   | 5   | 9   | 14  | 18  | 21  | 23  | 23  | 18  | 13  | 8   | 4   | ⌀ | 13,3 |
| Mittl. Tagesmin. (°C) | −2  | −2  | 1   | 4   | 8   | 11  | 13  | 13  | 10  | 6   | 2   | −1  | ⌀ | 5,3  |

| −2 |

| −2 |

| 1 |

| 4 |

| 8 |

| 11 |

| 13 |

| 13 |

| 10 |

| 6 |

| 2 |

| −1 |

| −2 |

| −2 |

| 1 |

| 4 |

| 8 |

| 11 |

| 13 |

| 13 |

| 10 |

| 6 |

| 2 |

| −1 |

Das Gebiet der Stadt Steinheim liegt in der gemäßigten Klimazone. An einzelnen Tagen werden im Hochsommer jedoch Temperaturen von deutlich über 30 °C gemessen, während sie im Winter gelegentlich bis auf etwa −20 °C sinken können.
Siehe auch: Klima in Ostwestfalen-Lippe

## Geschichte

### Altertum
Das Steinheimer Becken war, wie Funde beweisen, bereits in der Jungsteinzeit, vor 6000 Jahren, besiedelt. Schon früh wurde auf den fruchtbaren Böden Ackerbau betrieben. Das Gebiet wurde in der Zeit der Geburt Christi von dem germanischen Stamm der Cherusker bewohnt. Ihr herausragender Heerführer war Arminius, der im Jahr 9 in einer Schlacht drei römische Legionen vernichtete und so die Inbesitznahme Germaniens durch die Römer stoppte.

### Mittelalter
Um 600 drangen sächsische Stämme aus dem nördlichen Deutschland in das heimische Gebiet ein und nahmen es in Besitz. Der Frankenkönig Karl der Große betrieb knapp 200 Jahre später die Christianisierung und durchsetzte das Land mit fränkischen Neusiedlern. Steinheim war eine der Urzellen der von Würzburg ausgehenden Mission. Steinheim wird zum ersten Mal um 970 in den Güterschenkungen des Klosters Corvey erwähnt. Der Fürstbischof verlieh Steinheim 1275 das Stadtrecht. Um 1275 erhielt der „Holthof“ der Bischöfe von Paderborn in Steinheim eine Befestigung und wurde zur Burg Steinheim ausgebaut. Ab dem 14. Jahrhundert bildete sich das Territorium Hochstift Paderborn (Hochstift) im Heiligen Römischen Reich, darin ab dem 16. Jahrhundert zum niederrheinisch-westfälischen Reichskreis.

### Neuzeit

#### Entwicklung zur „Möbelstadt“

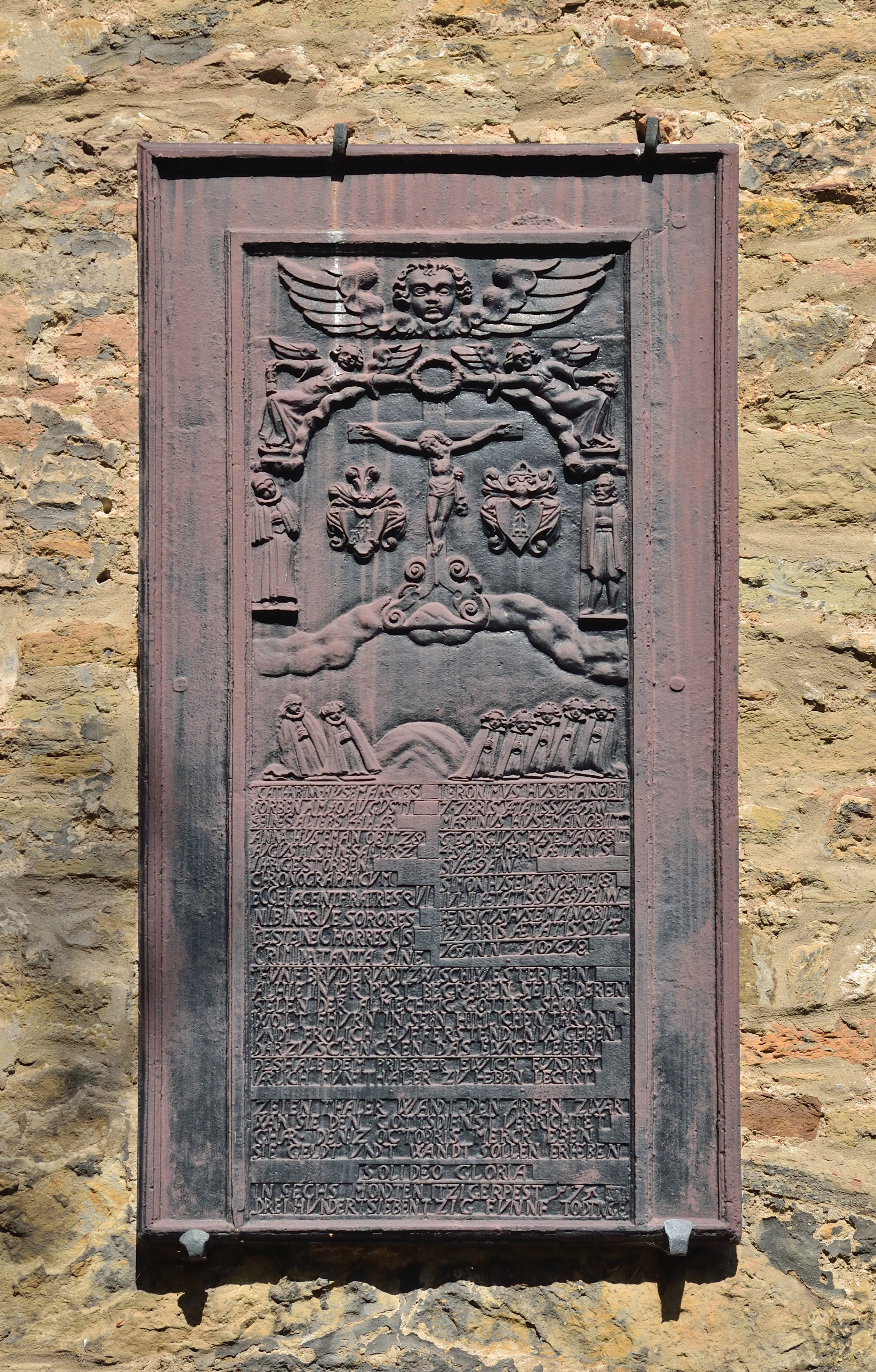
„Pesttafel“ von 1618 (Grabplatte der sieben Kinder des Bürgermeisters)

Steinheim wurde im Laufe der Geschichte mehrmals in seiner Entwicklung zurückgeworfen, so durch die Pest, Brände und den Dreißigjährigen Krieg. Im Jahre 1618 starben 375 Menschen. Nachweislich kamen in den Jahren 1636 und 1637 230 Menschen an der Pest um. Vermutlich waren es noch viel mehr. Sie waren jedoch nicht in den Büchern der Pfarrei verzeichnet. Im Jahr 1637 setzten der damalige Bürgermeister Homissen und der Rat der Stadt den Rochustag als Stadtfeiertag (am 16. August) ein und legten das Rochus-Gelübde ab. Seit dieser Zeit ist die Stadt von weiteren Pestepidemien verschont geblieben. Der Rat der Stadt Steinheim beschloss im Jahr 1971, die Patenschaft über ein Krankendorf für Lepra- und Tuberkulosekranke in Kalemie in der Demokratischen Republik Kongo in Afrika zu übernehmen. Seitdem werden alljährlich am Steinheimer Stadtfeiertag St. Rochus Sammlungen für dieses Krankendorf durchgeführt. Der Aachener Bildhauer Hubert Löneke fertigte 1983 die Skulptur St. Rochus hilft einem Kranken an, gestiftet anlässlich des 100-jährigen Bestehens der Spar- und Darlehnskasse eG Steinheim (seit dem 15. Juli 2011 Vereinigte Volksbank eG).
Steinheim gehörte seit der Gründung zur weltlichen Herrschaft des Bistums Paderborn, ursprünglich im Herzogtum Sachsen. Im Hochstift Paderborn war Steinheim Sitz des Amtes Steinheim. Nachdem die Stadt von 1802 bis 1806 kurzzeitig zu Preußen gekommen war, gehörte sie von 1807 bis 1813 zu dem von Napoleon gegründeten Königreich Westphalen. Dort war sie der Sitz des Kantons Steinheim im Distrikt Höxter des Departements der Fulda. Nach der napoleonischen Niederlage fiel die Stadt 1813 an Preußen zurück und wurde 1815 in die neue Provinz Westfalen eingegliedert. 1816 kam Steinheim zum neuen Kreis Brakel, der 1832 in den Kreis Höxter eingegliedert wurde. 1837 erhielt die Stadt die preußische revidierte Städteordnung und war seitdem bis 1936 eine amtsfreie Stadt im Kreis Höxter.
Bis zur Mitte des 19. Jahrhunderts lebten die Bewohner als sogenannte Ackerbürger hauptsächlich von der Landwirtschaft und vom Handwerk. Um 1900 gab es in Steinheim, außer 138 in der Landwirtschaft Beschäftigten und 70 Tagelöhnern, 194 Handwerker, darunter 65 Schuhmacher, 36 Linnenweber und 33 Schneider.
Etwa um die Mitte des 19. Jahrhunderts setzte ein bedeutender Strukturwandel ein, in dem sich die Ackerbürgerstadt zu einer industriellen Kleinstadt entwickelte. Besondere Bedeutung weit über die Grenzen Steinheims hinaus erlangte die Steinheimer Möbelindustrie. Viele bedeutende Fabriken sind dabei aus dem Lehrlings- und Gesellenreservoir der 1864 gegründeten Tischlerwerkstatt Anton Spilker hervorgegangen. Gefördert wurde diese Entwicklung durch den Bau eines eigenen Elektrizitätswerkes durch die Stadt zu Beginn des 20. Jahrhunderts und durch den wachsenden Bedarf an Möbeleinrichtungen in den neu entstehenden industriellen Ballungsräumen insbesondere an Rhein und Ruhr. Positive Auswirkungen auf den Wirtschaftsraum Steinheim gingen auch von der in den Jahren 1868–1873 eingerichteten Eisenbahnlinie Hannover–Altenbeken mit Haltebahnhof in Steinheim aus. Im Jahr 1903 begann die „Steinheimer Möbelfabrik“ mit der industriellen Herstellung von Möbeln. In der Folgezeit entstanden 12 Fabriken und 50 kleinere Betriebe der Möbelwirtschaft.
Die Stadt Steinheim wurde am 1. April 1936 in das Amt Steinheim eingegliedert und verlor damit ihre Amtsfreiheit.

#### Judenverfolgung in der Zeit des Nationalsozialismus
Die jüdische Gemeinde hatte in Steinheim eine gewisse Bedeutung und Ansehen in der Gesellschaft erlangt. Per Gesetz ordnete der preußische Staat 1847 die Einrichtung von Synagogenbezirken an. Steinheim bildete mit insgesamt sieben umliegenden Dörfern einen eigenen Synagogenbezirk. Die Steinheimer Synagoge wurde am 1. August 1884 unter großer Anteilnahme der Bevölkerung eingeweiht; bis 1880 war die Mitgliederzahl der jüdischen Gemeinde auf 137 Personen angestiegen. Während der Novemberpogrome 1938 wurde die Synagoge am 10. November 1938 geschändet und zerstört. 1933 lebten noch 59 Menschen jüdischen Glaubens in Steinheim, von denen 22 noch emigrieren konnten. Die übrigen wurden deportiert. Fünf Personen überlebten den Holocaust.

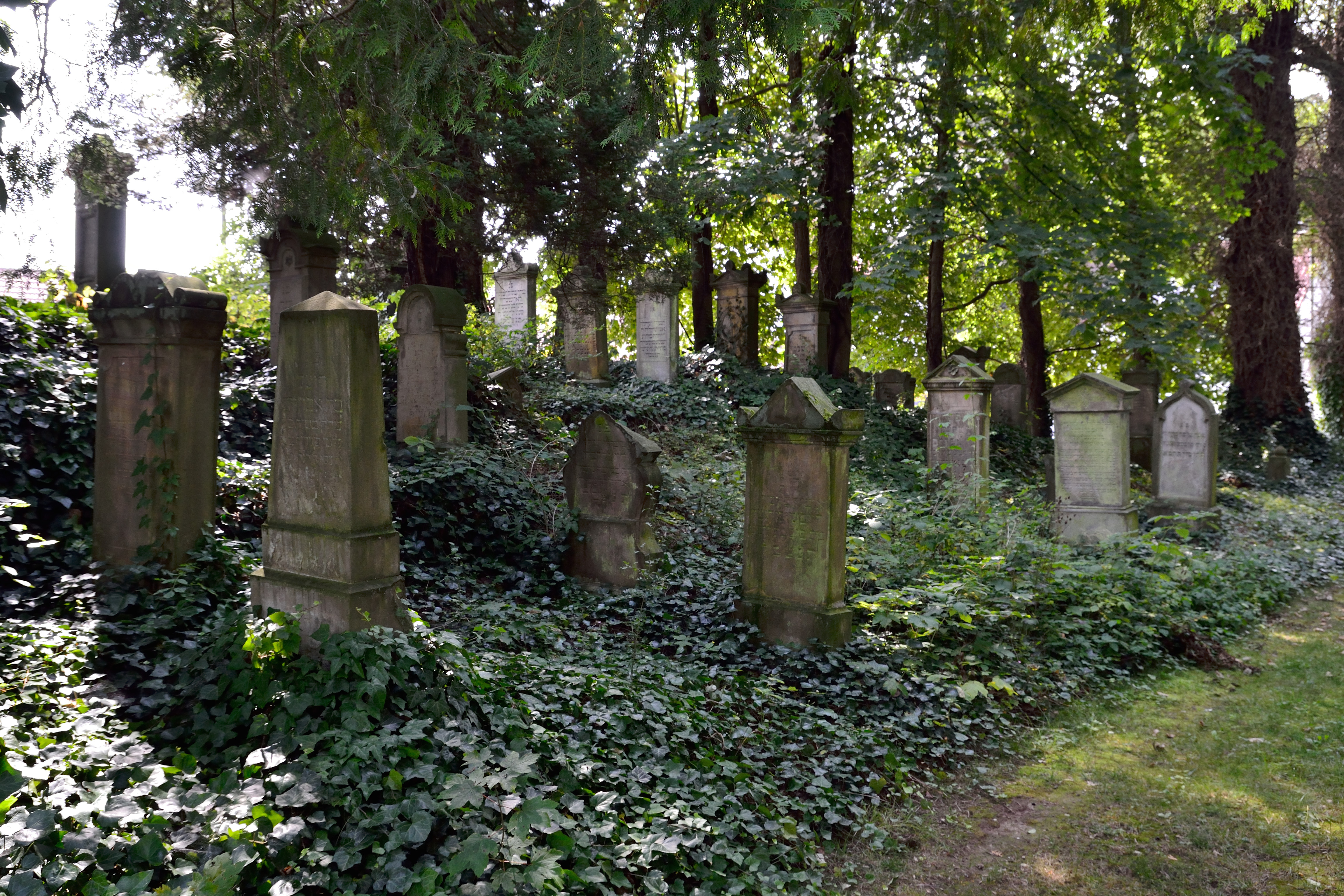
Jüdischer Friedhof Steinheim (Teilansicht)

Ein noch heute sichtbares Mahnmal der Jüdischen Gemeinde in Steinheim ist der jüdische Friedhof an der Detmolder Straße. Auf dem 2250 m² großen Gelände sind 170 Grabstätten erkennbar. Das älteste Grab stammt aus dem Jahr 1846. Zu den bekannten, hier beerdigten Juden zählen der Getreidehändler Siegfried Hochheimer (1871–1913), Vater des Schriftstellers Albert Hochheimer (1900–1976), und der Getreidekaufmann Julius Weil (1852–1919), der im Jahr 1900 Schützenkönig der Bürgerschützen in Steinheim war. Als bisher letzte wurde im Jahr 1979 Sophie Weil auf dem jüdischen Friedhof in Steinheim beerdigt. Die Pflege des unter Denkmalschutz stehenden Friedhofs obliegt der Stadt Steinheim.
Der Kölner Künstler Gunter Demnig verlegte im Jahr 2014 im Auftrag der Stadt Steinheim insgesamt 7 Stolpersteine zum Gedenken an die ermordeten Opfer der nationalsozialistischen Diktatur, der Schwestern Fanny und Elise Löwendorf und der Angehörigen der Familie Carl und Marta Herzfeld (bekanntes Textilhaus), deren Sohn Kurt und dessen Ehefrau Martha und Sohn Denny. Die Steine befinden sich jeweils vor dem letzten Wohnsitz der Opfer, nämlich Detmolder Straße 4 und Marktstraße 13. Für weitere 21 ehemalige jüdische Mitbürger werden noch 21 Steine in Steinheim, 7 im Ortsteil Bergheim, 2 in Vinsebeck und 1 Stein In Ottenhausen gesetzt.

#### Nachkriegsjahre
Zu nennenswerten Kampfhandlungen ist es während des Krieges in Steinheim nicht gekommen. 1945–1949 war Steinheim Teil der britischen Besatzungszone, ab 1946 staatlich regiert vom Land Nordrhein-Westfalen bzw. ab 1949 auch durch die Bundesrepublik Deutschland. Nach Beendigung der Kriegshandlungen hatte Steinheim eine starke Zuwanderung an Flüchtlingen und Vertriebenen zu verzeichnen. 1948 lebten im heutigen Stadtgebiet rund 11.000 Einwohner, wovon etwa 31 % kriegsbedingt waren. Ausgelöst durch die Einwohnerentwicklung weitete sich auch die Möbelindustrie weiter aus. Im Zuge des Aufschwungs kam es auch zu Neugründungen in anderen bzw. verwandten Branchen wie Möbeleinzel- und Möbelgroßhandel, Furnier- und Spanplattenwerken, Karosserie- und Fahrzeugbau.
Für die angewachsene Bevölkerung musste Wohnraum geschaffen werden. 1949 wurden die ersten Siedlungshäuser weit außerhalb am Stadtrand gebaut. Besondere Bedeutung kam in den Jahren 1958/1959 dem weiteren Ausbau der bereits im Jahr 1936 begonnenen Siedlung am Schorrberg zu. Mit einem weiteren Bauabschnitt wurde 1962 begonnen. Heute leben am Schorrberg 1030 Steinheimer Bürger (Stand August 2012).
Seit der kommunalen Neugliederung im Jahr 1970 besteht die heutige Stadt Steinheim aus dem früheren Amt Steinheim ohne die Gemeinde Kempenfeldrom, die an die lippische Stadt Horn-Bad Meinberg angegliedert wurde, sowie der ehemals lippischen Gemeinde Grevenhagen. Die heutige Kernstadt mit dem mittelalterlichen Stadtkern entspricht der ehemaligen Stadt Steinheim.
Zwecks Verbesserung der Infrastruktur entstand im Norden der Kernstadt ein Schul- und Sportzentrum mit dem Gymnasium mit Sportanlagen und mit einer Realschule. zu der eine Theater- und Konzerthalle gehören. Im Süden wurde ein Erholungs- und Sportzentrum entwickelt mit Leichtathletikeinrichtungen, Freibad, Tennishalle, Tennisplätzen und einer 1987 umgebauten und vergrößerten Stadthalle. In unmittelbarer Nähe liegen das St. Rochus Krankenhaus (Standort des Klinikum Weser-Egge) und das St. Rochus Seniorenhaus, die zur Katholischen Hospitalvereinigung Weser-Egge gehören.
Etwa ab Mitte der 1970er-Jahre setzte in Steinheim ein Strukturwandel ein, der innerhalb von ca. 20 bis 30 Jahren die das Wirtschaftsleben von Steinheim prägende Möbelindustrie zum Erliegen brachte. Folge waren der Verlust von ca. 1000 Arbeitsplätzen innerhalb von 20 Jahren nach 1985. Ursache war vor allem eine veränderte Wohnkultur, mit der ein weitgehender Wegfall der Nachfrage nach hochwertigen Stilmöbeln verbunden war. Hinzu kamen Billigangebote aus Ostblockländern und auch die Verwendung anderer Materialien u. a. im Bereich der Büromöbel.
Zwecks Bekämpfung der entstandenen Probleme, die sich in einem Wegfall von Arbeitsplätzen, in Leerständen von Geschäften und in verlassenen Industriebrachen niedergeschlagen haben, besteht ein Maßnahmenkatalog im Rahmen des Projektes „Stadtumbau West“, das auch auf öffentliche Fördergelder zurückgreifen kann. Verwirklicht wurden seit Anfang 2000 verschiedene Vorhaben wie insbesondere die Gründung eines Möbelmuseums in den Räumen der ehemaligen Möbelfabrik Günther, die Errichtung eines Gesundheitszentrums durch Umbau und Renovierung der früheren Möbelfabrik Strato, Errichtung von Wohnungen und Eröffnung eines Supermarktes auf dem Gelände der Fabrik Friedrich Schwertfeger, Gründung eines Logistikzentrums auf dem sanierten Gelände der Fabrik Schieder-Möbel und Neueröffnung des renovierten Bahnhofs mit angegliedertem Hotel und griechischem Restaurant.

### Eingemeindungen
Gemäß dem „Gesetz zur Neugliederung des Kreises Höxter“ vom 2. Dezember 1969 wurden die Gemeinden Bergheim, Hagedorn, Ottenhausen, Rolfzen, Sandebeck, Vinsebeck, Vordereichholz und die alte Stadt Steinheim aus dem aufgelösten Amt Steinheim sowie die Gemeinde Grevenhagen, eine Exklave des Kreises Detmold, am 1. Januar 1970 zur Stadt Steinheim zusammengeschlossen. Die Stadt wird durch dieses Gesetz auch Bestandteil des Kreises Höxter. Das Amt Steinheim wurde aufgelöst.

### Ausgliederungen
Am 1. Januar 1964 wurde ein 140 ha großes Gebiet der Gemeinde an die neue Gemeinde Vordereichholz abgetreten.

## Bevölkerung

### Einwohnerentwicklung
Das Stadtgebiet von Steinheim ist mit 172 Einwohnern je km² die nach der Stadt Höxter am dichtesten besiedelte Gemeinde im Kreis Höxter. Die folgende Übersicht zeigt die Einwohnerzahlen der Stadt Steinheim nach dem jeweiligen Gebietsstand. Bei den Zahlen handelt es sich bis 1970 um Volkszählungsergebnisse und ab 1975 um amtliche Fortschreibungen des Statistischen Landesamtes. Die Zahlen für 1975, 1980 und 1985 sind geschätzte Werte, die Zahlen ab 1990 Fortschreibungen auf Basis der Ergebnisse der Volkszählung von 1987, ab 2012 Fortschreibungen auf Basis des Zensus 2011. Die Angaben beziehen sich für 1837 auf die „Zivilbevölkerung“, ab 1861 auf die „Ortsanwesende Bevölkerung“, ab 1925 auf die Wohnbevölkerung und ab 1987 auf die „Bevölkerung am Ort der Hauptwohnung“.

Bevölkerungsentwicklung in Steinheim seit 1837 (untere Linie: jeweiliger Gebietsstand, obere Linie: heutiger Gebietsstand)

Steinheim nach dem damaligen Gebietsstand
| Jahr  | Einwohner |
| ----- | --------- |
| 18371 | 1.946     |
| 18611 | 2.284     |
| 18671 | 2.267     |
| 18711 | 2.351     |
| 18801 | 2.573     |
| 18851 | 2.660     |
| 19001 | 3.038     |

| Jahr  | Einwohner |
| ----- | --------- |
| 19101 | 3.255     |
| 19251 | 3.582     |
| 19391 | 3.983     |
| 19501 | 5.551     |
| 19611 | 6.117     |
| 19690 | 6.720     |

Steinheim nach dem heutigen Gebietsstand
| Jahr  | Einwohner |
| ----- | --------- |
| 19501 | 10.561    |
| 19611 | 10.785    |
| 19690 | 11.571    |
| 19701 | 11.834    |
| 19740 | 12.218    |
| 19750 | 12.124    |
| 19800 | 12.119    |
| 19850 | 12.014    |
| 19871 | 12.132    |

| Jahr | Einwohner |
| ---- | --------- |
| 1990 | 12.609    |
| 1995 | 13.296    |
| 2000 | 13.981    |
| 2005 | 13.733    |
| 2007 | 13.548    |
| 2011 | 13.044    |
| 2012 | 12.936    |
| 2013 | 12.872    |
| 2014 | 12.838    |

| Jahr | Einwohner |
| ---- | --------- |
| 2022 | 12.612    |

1 Volkszählungsergebnis

### Religionen
Die Mehrheit der Bevölkerung Steinheim ist wie im gesamten Gebiet des ehemaligen Hochstift Paderborn katholisch.
In Steinheim gibt es eine evangelische Kirchengemeinde sowie die katholischen Kirchengemeinden St. Marien in der Kernstadt und St. Dionysius im Ortsteil Sandebeck.
Für das Gebiet der Stadt ergibt sich zum 4. September 2020 folgende Verteilung der Konfessionen:
Von den rund 12.700 Einwohnern bekennt sich eine Mehrheit von 52,0 % (6.587) zur katholischen Kirche, 21,8 % (2.757) sind evangelisch. Die sonstigen Glaubensgemeinschaften haben einen Anteil von 16,6 % (2.104); keine Angaben zur Religion machen 9,6 % (1.222) der Einwohner.
| Konfessionen in Steinheim | Konfessionen in Steinheim | Konfessionen in Steinheim | Konfessionen in Steinheim | Konfessionen in Steinheim |
| ------------------------- | ------------------------- | ------------------------- | ------------------------- | ------------------------- |
|                           |                           |                           |                           |                           |
| katholisch                | katholisch                |                           | 6.587                     | 6.587                     |
| evangelisch               | evangelisch               |                           | 2.757                     | 2.757                     |
| sonstige                  | sonstige                  |                           | 2.104                     | 2.104                     |
| keine Angaben             | keine Angaben             |                           | 1.222                     | 1.222                     |
| Stand: 4. September 2020  |                           |                           |                           |                           |

Nicht gesondert erfasst ist die islamische Bevölkerung, deren Anteil aber durch die Religionszugehörigkeit der Schüler an allgemeinbildenden Schulen näher bestimmt werden kann. Nach den zum 15. Oktober 2019 erhobenen Daten gehörten von insgesamt 1540 Schülern in Steinheim 10,4 % (160) dem Islam an (39,6 % waren katholisch, 28,2 % evangelisch, 8,5 % anderer Bekenntnisse und 13,3 % ohne Konfession).
Der im Vergleich zur Stadtbevölkerung vergleichsweise höhere Anteil von 28,2 % der evangelischen Schüler resultiert daraus, dass Schüler aus den benachbarten vornehmlich evangelischen Orten wie u. a. Billerbeck, Belle, Wöbbel und Lothe Schulen in Steinheim besuchen.

## Politik
- CDU: 10
- UWG: 7
- SPD: 6
- Grüne: 3

### Stadtrat
Die folgende Tabelle zeigt die Zusammensetzung des Stadtrates und die Kommunalwahlergebnisse seit 1975
|         | 2020  | 2020  | 2014  | 2014 | 2009  | 2009 | 2004  | 2004  | 1999  | 1999  | 1994  | 1994  | 1989  | 1989  | 1984  | 1984  | 1979  | 1979  | 1975  | 1975  |
| Partei  | Sitze | %     | Sitze | %    | Sitze | %    | Sitze | %     | Sitze | %     | Sitze | %     | Sitze | %     | Sitze | %     | Sitze | %     | Sitze | %     |
| ------- | ----- | ----- | ----- | ---- | ----- | ---- | ----- | ----- | ----- | ----- | ----- | ----- | ----- | ----- | ----- | ----- | ----- | ----- | ----- | ----- |
| CDU     | 10    | 39,57 | 11    | 40,9 | 10    | 38,3 | 12    | 45,10 | 15    | 57,38 | 16    | 47,23 | 16    | 47,41 | 14    | 43,24 | 16    | 48,42 | 18    | 55,33 |
| SPD     | 06    | 23,34 | 08    | 30,7 | 07    | 26,1 | 06    | 24,86 | 07    | 25,89 | 10    | 31,74 | 12    | 35,53 | 10    | 29,22 | 09    | 27,75 | 10    | 29,30 |
| UWG1    | 07    | 25,03 | 05    | 19,1 | 05    | 21,7 | 05    | 20,17 | 02    | 07,77 | 02    | 06,56 | 03    | 10,42 | 07    | 20,25 | 04    | 11,96 | 05    | 15,37 |
| GRÜNE   | 03    | 12,07 | 02    | 09,3 | 02    | 07,7 | 03    | 09,87 | 01    | 05,31 | 05    | 14,47 | 0−    | −     | 0−    | −     | 0−    | −     | −     | −     |
| FDP     | –     | –     | –     | –    | 02    | 06,2 | −     | −     | 01    | 03,65 | −     | −     | 02    | 06,64 | 02    | 07,29 | 04    | 11,87 | −     | −     |
| Gesamt2 | 26    | 100   | 26    | 100  | 26    | 100  | 26    | 100   | 26    | 100   | 33    | 100   | 33    | 100   | 33    | 100   | 33    | 100   | 33    | 100   |

1Unabhängige Wählergemeinschaft

2ohne Berücksichtigung von Rundungsdifferenzen
Seit 2004 gibt es ein Kinder- und Jugendparlament in Steinheim. Es ist weitgehend selbstständig und organisiert sowohl regional als auch international (auf EU-Ebene) jugendrelevante Projekte und Aktionen. Das „JuPa“ ist offiziell ein Organ der Stadtverwaltung und wird von drei gleichberechtigten Sprechern (Vorstand) geleitet.

### Bürgermeister
Bürgermeister von Steinheim ist Carsten Torke (CDU). Er wurde erstmals am 13. September 2015 mit 53,2 % der gültigen Stimmen gewählt. Sein Vorgänger Joachim Franzke trat nicht mehr zur Wahl an.

### Wappen
| Wappen der Stadt Steinheim | Blasonierung: „In Silber (Weiß) über einer roten Stadtmauer mit goldenem (gelbem) geschlossenen Tor ein breiter roter Turm mit zwei Zinnenkränzen zwischen zwei niedrigeren gleichsfalls roten Zinnentürmen.“                                                                                   |
| Wappen der Stadt Steinheim | Wappenbegründung: Das Wappen wurde am 11. November 1972 vom Regierungspräsidenten in Detmold verliehen und damit das traditionelle Wappen bestätigt, welches bereits am 23. März 1908 vom preußischen König Wilhelm II. verliehen wurde. Es ist abgeleitet von einem Siegel aus dem Jahre 1486. |

Wappen von 1908–1971
Wappen von 1971–1972

### Flagge und Banner
|  | 00Hissflagge: „Die Flagge ist grün-weiß geteilt; in der Mitte das Wappen zum Liek hin verschoben.“ |

|  | 00Banner: „Das Banner ist grün-weiß gespalten; in der oberen Hälfte das Wappen der Stadt.“ |

### Städtepartnerschaften
Steinheim besitzt Partnerstädte innerhalb der Europäischen Union. Dies sind Haukipudas in Finnland, Busko-Zdrój in Polen, Szigetszentmiklós in Ungarn und Specchia in Italien. Diese Städte treffen sich jährlich zur Town-Twinning-Konferenz, die in jedem Jahr in einer anderen Stadt stattfindet. Vom 31. August bis zum 2. September 2006 fand die Town-Twinning-Konferenz in Steinheim statt. Sie wurde nach Specchia, Szigetszentmiklós und Busko-Zdrój zum vierten Mal durchgeführt.
Mit Szigetszentmiklós besteht außerdem eine Schulpartnerschaft. Das Gymnasium Steinheim bietet jährlich Schüleraustauschprogramme nach Szigetszentmiklós an. Ein Gegenbesuch der Ungarn schließt den jährlichen Austausch ab. Außerdem werden in unregelmäßigen Abständen auch Schüleraustausche mit der Stadt Marquise (Frankreich) durchgeführt.
Zudem besteht eine jahrzehntelange Partnerschaft mit Kalemie (DR Kongo).

## Kultur und Sehenswürdigkeiten

### Theater
Die Stadt Steinheim unterhält kein Theater. Allerdings ist die Aula im Schulzentrum so eingerichtet, dass sie auch für Theater- und Konzertveranstaltungen genutzt werden kann und 598 Sitzplätze im Zuschauerraum vorhält.

### Museen
- Die wirtschaftliche Entwicklung Steinheims ist eng verknüpft mit der Möbelfabrikation. Daher wurde 2002 das Möbelmuseum eröffnet.[33]
- Im Ortsteil Hagedorn gibt es ein kleines Feuerwehrmuseum.
- Seit 2017 gibt es in der Höxterstraße ein Puppenmuseum.

### Musik
In der Stadt sind sechs Chorgemeinschaften, zwei Jagdhornbläsergruppen und vier Spielmannszüge organisiert. Drei allgemeine Musikvereine und die Musikschule Steinheim runden das Angebot ab. Dazu gibt es noch die jährlichen Musikfestivals „Rock at School“ des Gymnasiums Steinheim (seit 2002), sowie „Folk for friends“ und „Still Reaching for Darkness“ des Vereins Junge Kultur Steinheim.

### Bauwerke

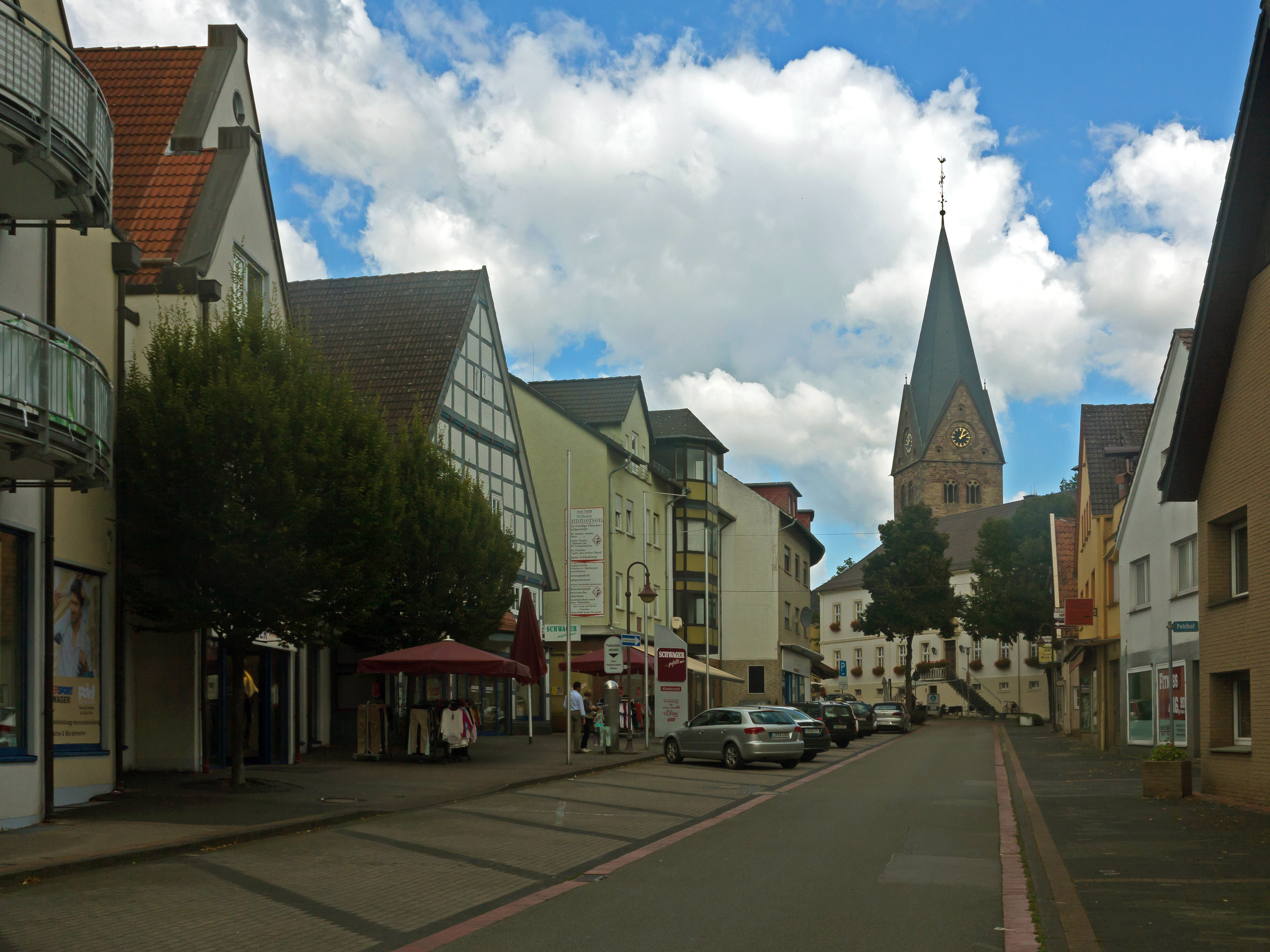
Steinheim, Blick auf den Turm der katholischen Pfarrkirche

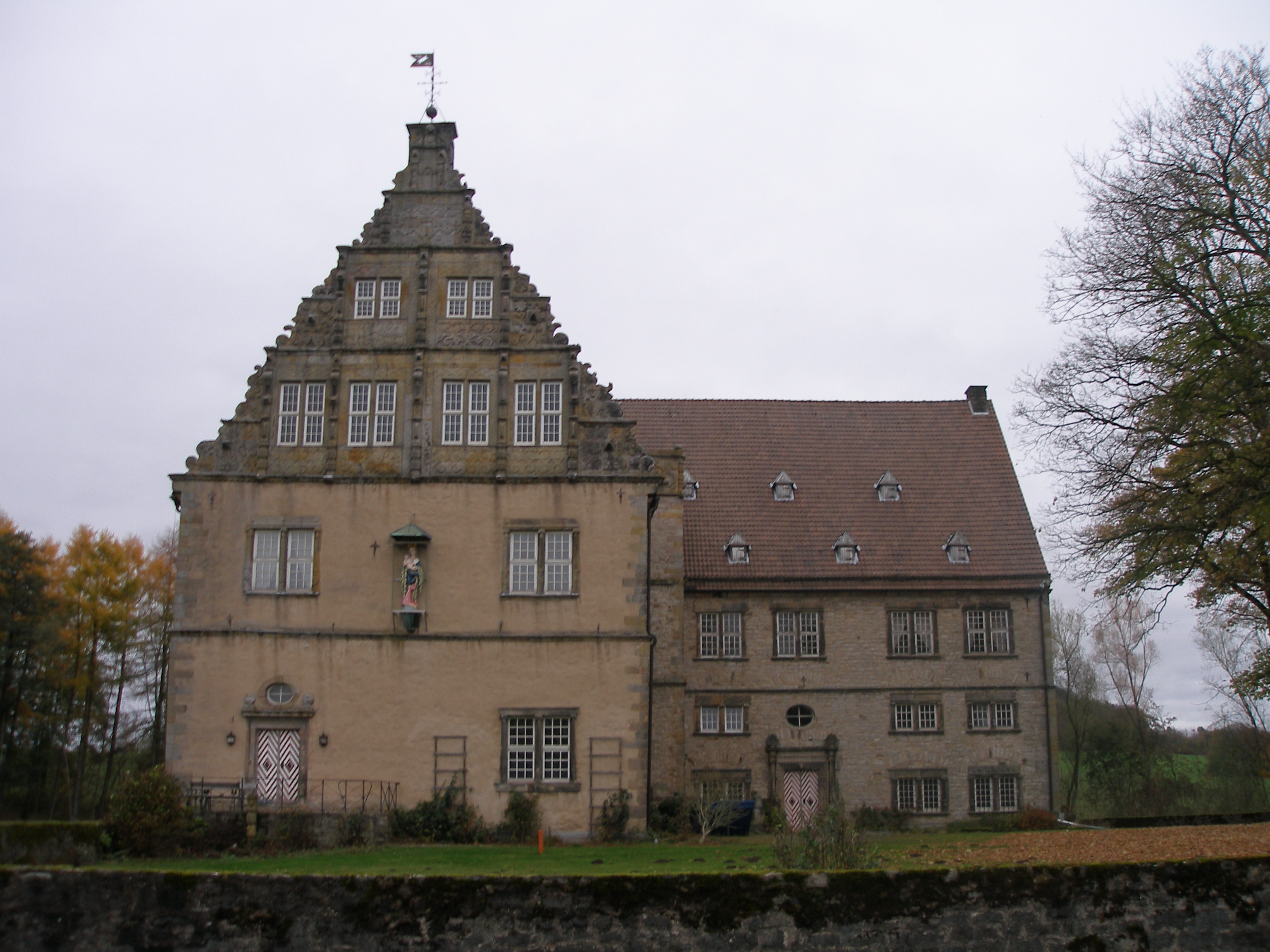
Das Wasserschloss im Ortsteil Rolfzen

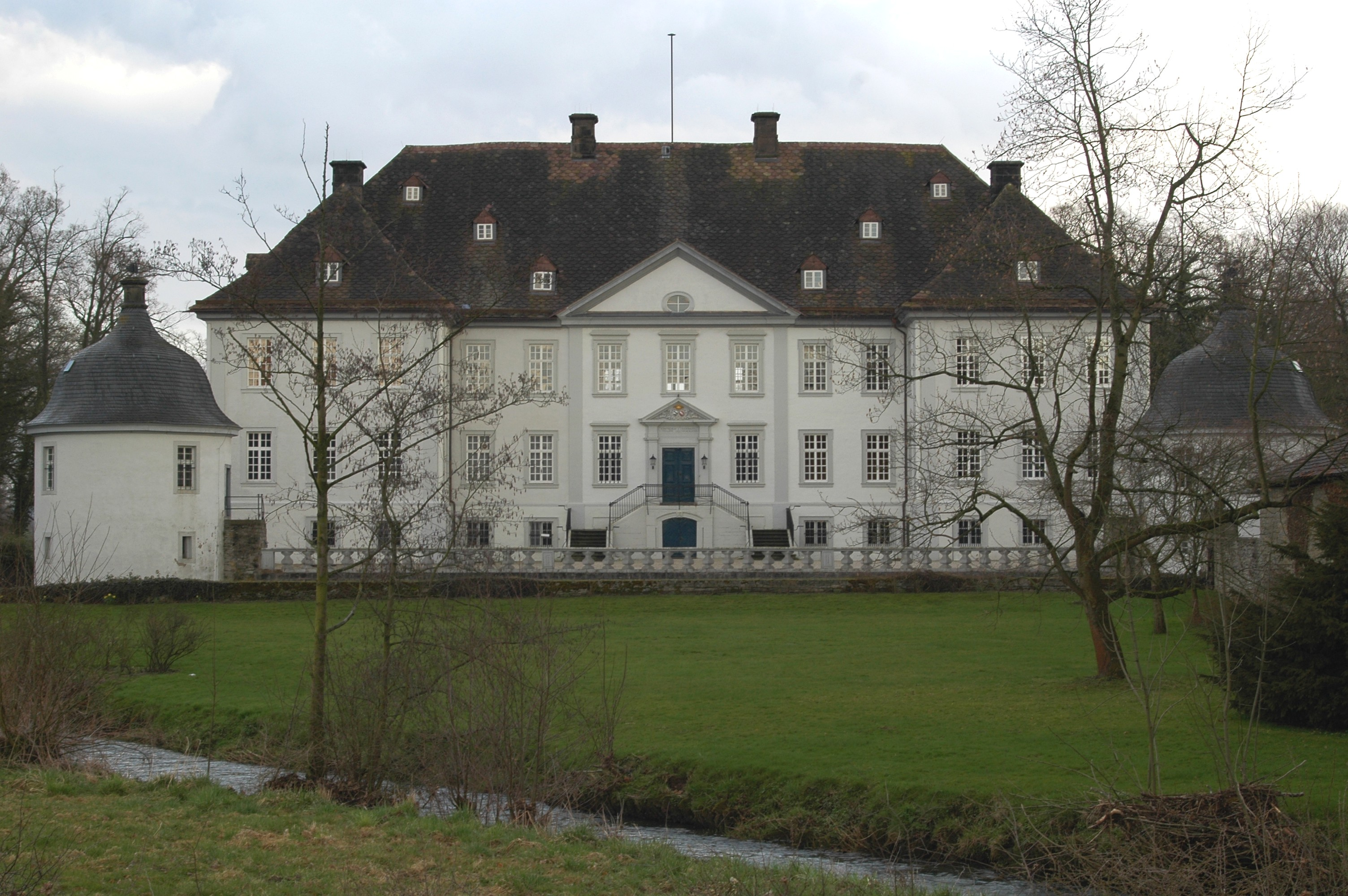
Das Wasserschloss im Ortsteil Vinsebeck

- Katholische Pfarrkirche St. Marien.
- Der Kump, Wahrzeichen der Stadt, ist ein 7 m breiter und 2,90 m tiefer runder Brunnen im Herzen der Innenstadt. Er wurde 1855 erbaut und von der ersten Steinheimer Wasserleitung aus einer höher gelegenen Quelle außerhalb der Stadt gespeist. Er diente bis 1933 als Löschwasserspeicher, Brauchwasser- und Trinkwasserentnahmestelle.
- Bei dem 1835 errichteten Rathaus handelt es sich um einen schlichten zweigeschossigen Putzbau in spätklassizistischen Formen.
- Die Evangelische Christuskirche entstand in mehreren Schritten. An einen Backsteinbau entstand in den Jahren 1897/99 nach dem Entwurf des Baumeisters Karl Siebold aus Bethel bei Bielefeld der Kirchturm mit schieferbedeckter Haube. Im 20. Jahrhundert musste das Kirchenschiff aus Platzgründen in erweiterter Form neu gebaut werden.
- Das Katholische Pfarrhaus ist ein zweigeschossiger Fachwerkbau mit Krüppelwalmdach und wurde 1729 erbaut.
- Der sogenannte Paradieshof (Detmolder Str. 24) war ehemals Sitz des bischöflichen Rentmeisters. Er entstand 1729 als mächtiger Vierständerbau mit Krüppelwalmdach und Dielentor. 1995–1996 saniert, wird das Gebäude seitdem von der Elterninitiative Klabautermann e. V. als Kindergarten, Tagesstätte und Hort genutzt. In den an der Grenze zur Altstadt gelegenen Nebengebäuden sind Reste der mittelalterlichen Stadtmauer verbaut.
- Das unweit gelegene Rentmeisterhaus (Detmolder Str. 28) präsentiert sich als spätbarocker siebenachsiger Putzbau (Fachwerk) mit Mittelrisalit und Mansarddach. Es wurde 1767 errichtet. Die originale Haustür aus der Erbauungszeit blieb erhalten.
- In der Innenstadt haben sich nach der in den 1970er- und 1980er-Jahren durchgeführten Stadtsanierung nur noch wenige ältere Wohnbauten erhalten. In der Regel handelte es sich hierbei um schlichte giebelständige Fachwerk-Dielenhäuser, die fast durchweg nach dem verheerenden Stadtbrand von 1729 entstanden waren. Besonders gut erhalten blieb Rochusstraße 22, ein Fachwerk-Dielenhaus von 1729.
- Von der ab 1280 errichteten Stadtmauer blieb ein längeres Stück an der Straße Hinter der Mauer erhalten. Ein Teil davon wurde in den Wirtschaftsgebäuden des Paradieshofes verbaut.
- Das von 1717 bis 1720 errichtete Wasserschloss Vinsebeck ist eine der schönsten barocken Schlossanlagen Westfalens. Die einzigartige Barockschöpfung aus dem Jahre 1720 steht auf einer quadratischen Insel, die von einer 17 m breiten, wassergefüllten Gräfte umgeben ist.
- Das romantische Schloss Thienhausen wurde 1609 von Tönnis Wolf von Haxthausen errichtet. Das Schloss, im Tal des Holmbachs gelegen, ist ein eindrucksvolles Juwel der Weserrenaissance. Seinen Südgiebel ziert eine wertvolle Bildhauerarbeit – eine gekrönte Madonna mit Kind. Im Innenwinkel der zweiflügeligen Anlage ist ein quadratischer Treppenturm eingezogen; den Abschluss des Außenwinkels bildet einen Eckturm mit Kegeldach. Friedrich Wilhelm Weber lebte 20 Jahre im Schloss Thienhausen und schrieb hier sein bekanntes Versepos „Dreizehnlinden“ und Annette von Droste-Hülshoff war oft zu Gast bei der Familie von Haxthausen.

### Parks
Der Gutspark Breitenhaupt ist ein im Privatbesitz des Familie von Kanne befindliches nicht öffentlich zugängliches Gelände von etwa 2,5 ha Größe. Ursprünglich um 1870 angelegt und 1919 erweitert, besteht der Park aus einer großen Rasenfläche im Bereich einer ehemaligen Gräfteninsel, die durch Wege und Sitzgruppen sowie eine Kapelle gegliedert wird, und einem Rasenrundbeet vor dem Herrenhaus und einer alleegesäumten Zufahrt.
Der Schlosspark Vinsebeck ist ein in Privatbesitz befindliches Areal von etwa 2 ha Größe, das nach Voranmeldung zugänglich ist. Erstmals wurde 1718 ein Barockgarten erwähnt. Er wurde in der zweiten Hälfte des 19. Jahrhunderts zu einem Landschaftsgarten umgestaltet. Seit den späten 1960er-Jahren wurde das barocke Erscheinungsbild weitgehend wiederhergestellt.

### Naturdenkmäler
Im Ortsteil Sandebeck befindet sich nicht nur Deutschlands nördlichster Vulkan, sondern sicher auch einer der kleinsten. Sein Basaltgang ist nur 10 Meter breit und 300 Meter tief. Der Vulkan von Sandebeck ist zwischen 7 und 14 Millionen Jahre alt und streng genommen ein Vulkanembryo Vulkanit, da er in der Erdkruste stecken geblieben ist. Seit 1974 steht der Basaltbruch des Sandebecker Vulkans unter Naturschutz. Den vulkanischen Erscheinungen, die den Vulkan von Sandebeck hervorgebracht haben, verdanken auch die Mineralbrunnen und Quellen in der Region ihre Existenz.

### Sport
In Steinheim existieren sieben Tennisclubs und neun allgemeine Sportvereine. Weitere Vereine bieten Badminton, Basketball, Angelsport, und Handball an. Darüber hinaus gibt es einen Modellflugverein und einen Luftsportverein. Auch eine DLRG-Ortsgruppe gibt es in Steinheim.

### Regelmäßige Veranstaltungen

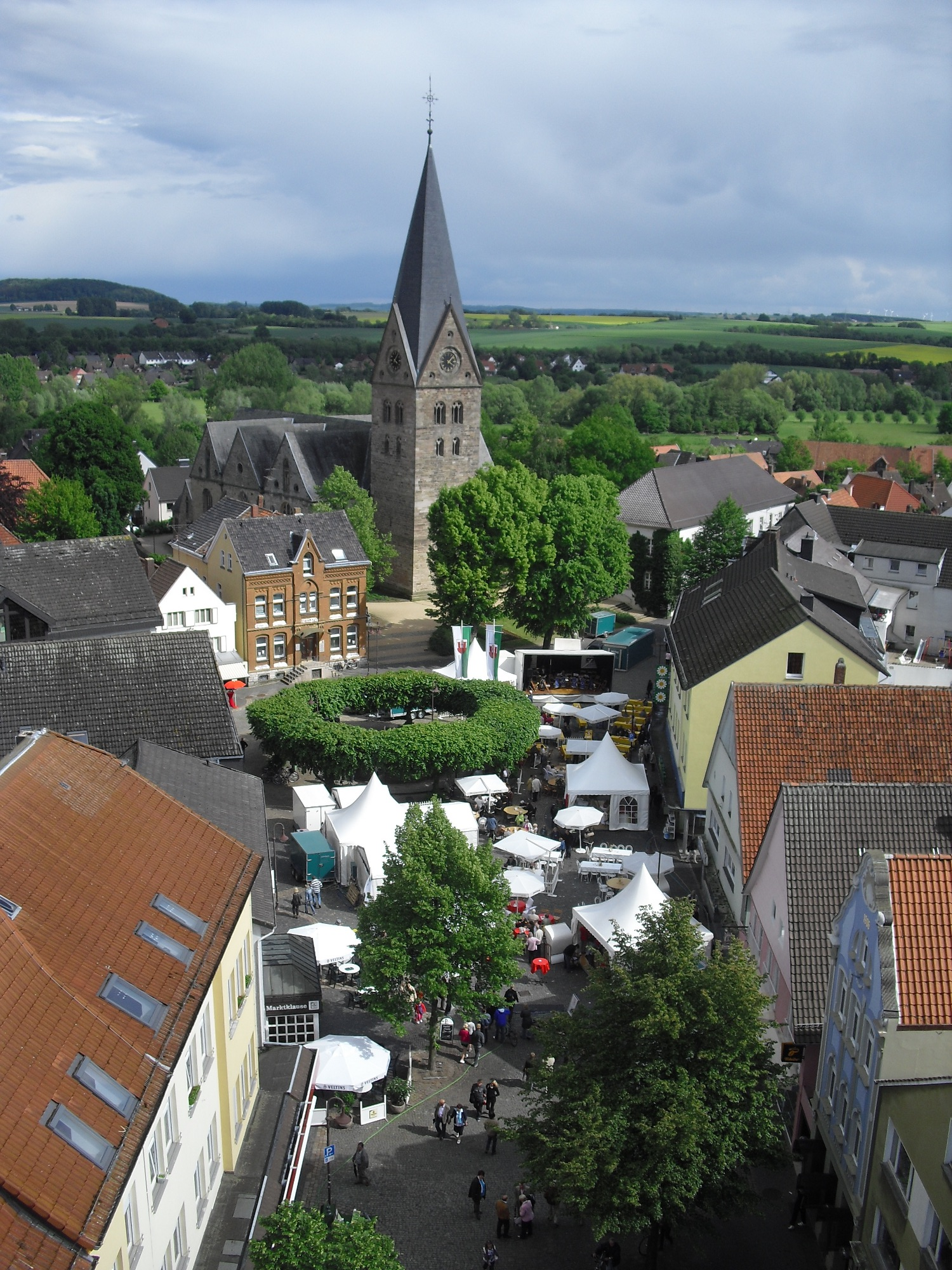
Blick auf die Fußgängerzone anlässlich der Schlemmertage 2011

Der Steinheimer Rosenmontagszug ist der größte und älteste in der Region Ostwestfalen-Lippe. Jedes Jahr im Frühsommer wird das Steinheimer Schützenfest ausgerichtet; die Steinheimer Musik- und Schlemmertage finden jährlich Ende April/Anfang Mai statt.
Des Weiteren wird seit 2007 jährlich eine große Herbstkirmes, der „Reiner-Reineccius-Markt“ veranstaltet.

## Wirtschaft und Infrastruktur

### Wirtschaftsstruktur
Die Wirtschaft im Stadtgebiet von Steinheim wurde über Jahrzehnte von den Unternehmen der Möbelherstellung geprägt. Der etwa Mitte der 1970er-Jahre einsetzende Schrumpfungsprozess, der die Möbelproduktion in Steinheim über einen Zeitraum von ca. 20 bis 30 Jahren völlig zum Erliegen brachte, stellt die Stadt Steinheim noch heute vor Probleme, die sie mit Hilfe des Programms „Umbau West“ zu lösen sucht. Aktuell zeigt eine Auflistung der in Steinheim angesiedelten Unternehmen wieder eine ziemlich ausgewogene Branchenstruktur. Es gibt bekannte Industrieunternehmen u. a. in den Bereichen Holzwerkstoffe, LKW-Fahrzeugindustrie, Beleuchtungssysteme, Ziegelindustrie, Kunststoffprodukte, Maschinen- und Werkzeugbau.
Von den 3770 sozialversicherungspflichtig Beschäftigten (Stand 30. Juni 2017) sind 33,5 % dem Bereich Produzierendes Gewerbe, 33,1 % dem Sektor Handel, Gaststätten und Verkehr und 32,5 % dem Dienstleistungsbereich zuzuordnen. Unter den Arbeitnehmern befanden sich zum 30. Juni 2017 2.060 sogenannte Einpendler aus auswärtigen Gemeinden. Die Anzahl der Auspendler zu auswärtigen Arbeitsstätten ist mit 3.497 allerdings wesentlich höher.
Das verfügbare Einkommen je Einwohner von Steinheim wurde für das Jahr 2016 mit 20.530 Euro ermittelt. Es lag damit unter dem Durchschnittswert des Landes Nordrhein-Westfalen von 21.614 Euro.
Der Aufbauhersteller Spier in Bergheim und das Spanplattenwerk der Firma Kronospan in Sandebeck gehören zu den größten Arbeitgebern in Steinheim.
2017 verlieh die Stadt dem Politaktivisten Christian Felber die Reiner-Reineccius-Medaille. 2020 erklärte dieser Steinheim zur „ersten zertifizierten, gemeinwohl-bilanzierenden Stadt Deutschlands“, nachdem der Stadtrat im Mai 2018 Steinheim zur „Gemeinwohl-Kommune“ gemacht hatte. Die Nachbargemeinden Brakel und Willebadessen folgten.

### Verkehr

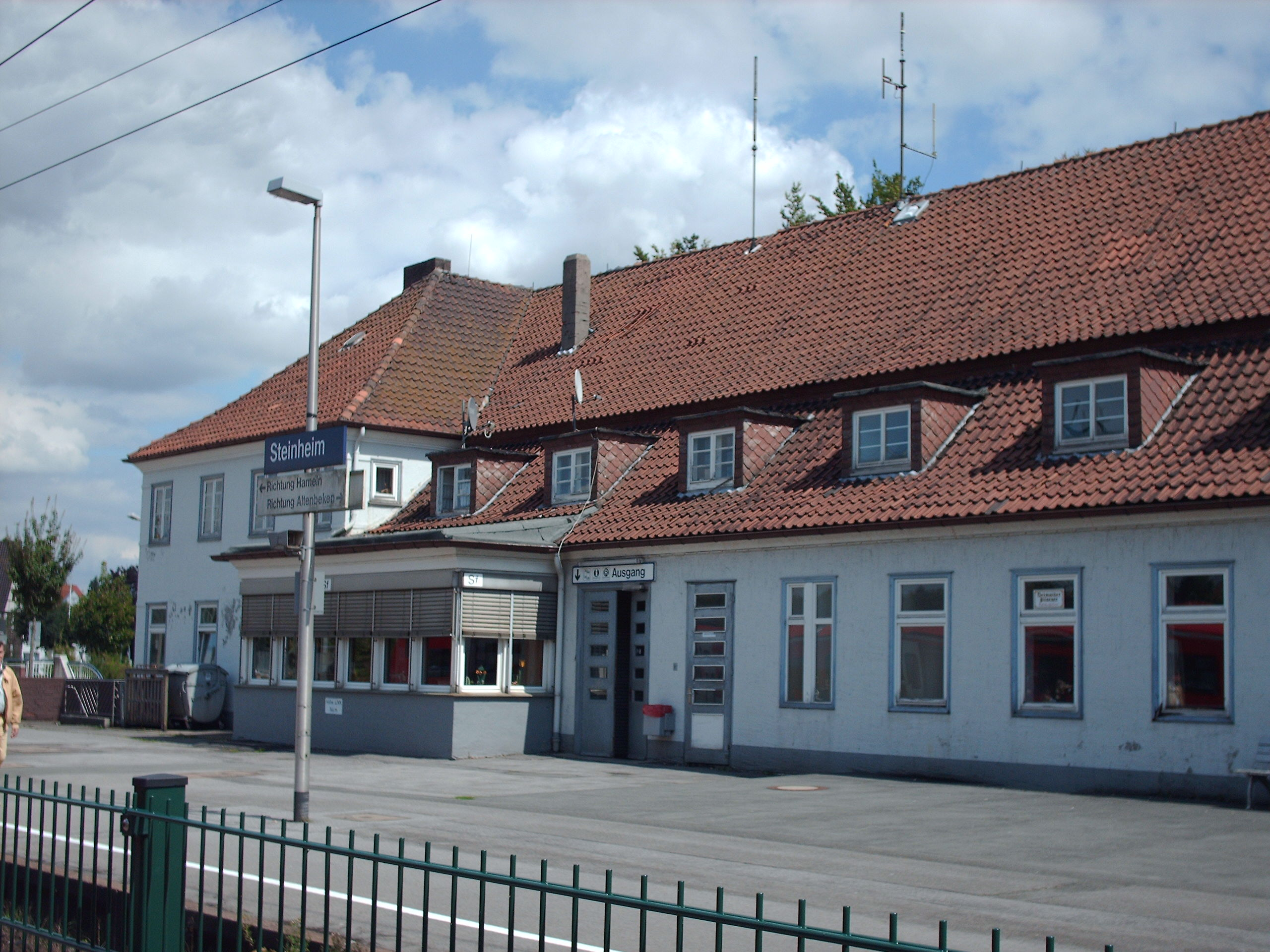
Bahnhof Steinheim (Westf)

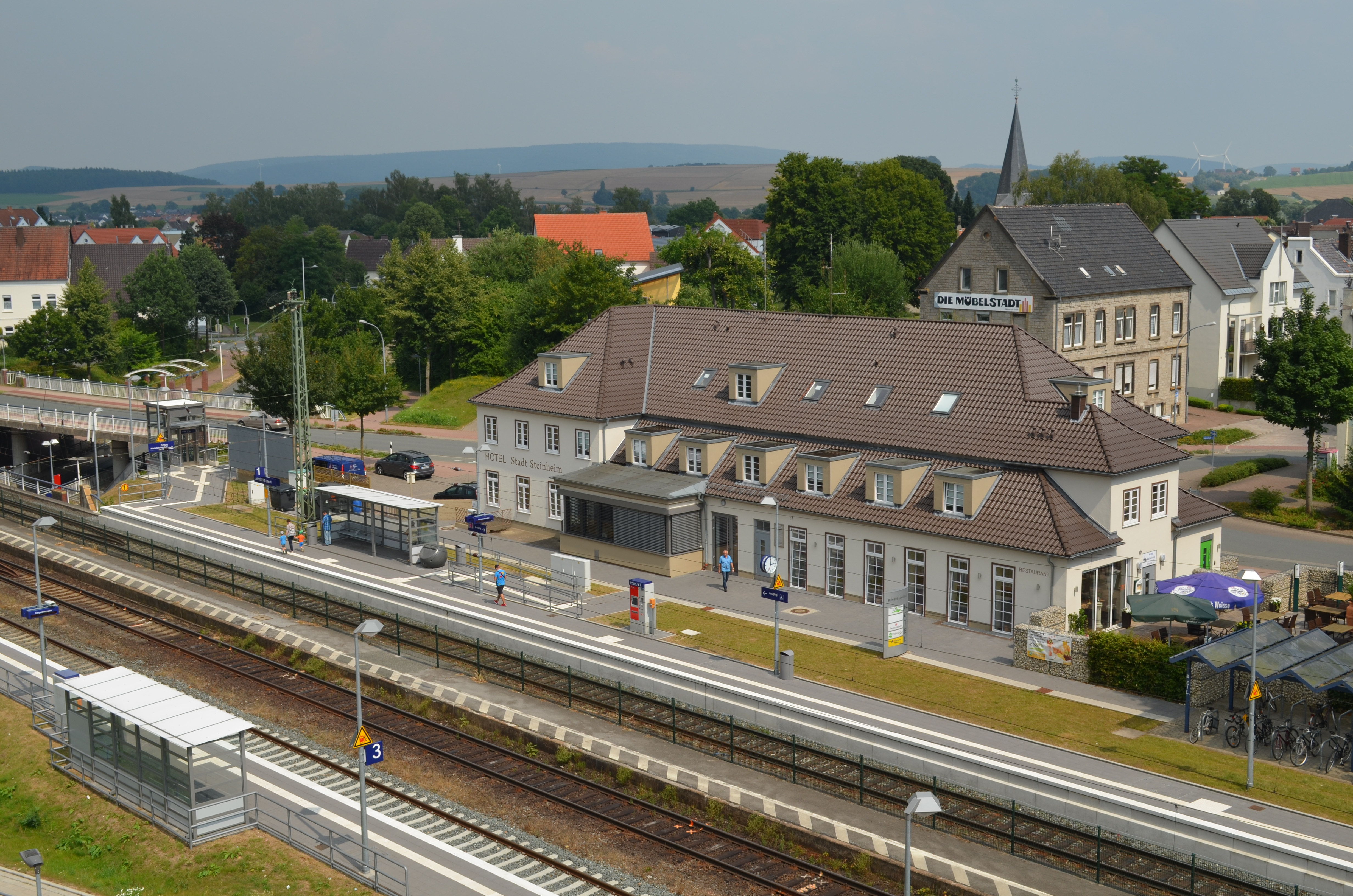
Bahnhof in Steinheim / Westfalen nach der Modernisierung

Steinheim ist an die in Nord-Süd-Richtung verlaufende Ostwestfalenstraße (B 252) angebunden, die es Richtung Norden mit der B 1 (Richtung Paderborn und Ruhrgebiet) und der Bundesautobahn 2 (Richtung Hannover) und Richtung Süden mit der A 44 Dortmund–Kassel verbindet. Weiterhin besteht eine direkte Anbindung an die B 239.
Der Bahnhof Steinheim (Westf) liegt an der Bahnstrecke Hannover–Altenbeken. Er wird im Stundentakt von der S-Bahnlinie S 5 Paderborn–Hameln–Hannover Hbf–Hannover Flughafen bedient. Steinheim wurde 2016 als „Bahnhof des Jahres“ ausgezeichnet.
| Linie | Verlauf | Takt   | Betreiber         |
| ----- | --- | ------ | ----------------- |
| S 5   | Paderborn Hbf – Altenbeken – Steinheim (Westf) – Schieder – Lügde – Bad Pyrmont – Emmerthal – Hameln – Bad Münder (Deister) – Springe – Völksen/Eldagsen – Bennigsen – Holtensen/Linderte – Weetzen – Hannover-Linden/Fischerhof – Hannover Bismarckstraße – Hannover Hbf – Hannover-Nordstadt – Hannover-Ledeburg – Hannover-Vinnhorst – Langenhagen Mitte – Langenhagen Pferdemarkt – Hannover Flughafen Stand: Fahrplanwechsel Juni 2022 | 60 min | Transdev Hannover |

Weiterhin gibt es an der RB 72 (Herford–Himmighausen) den Haltepunkt in Sandebeck, von wo stündlich Anschluss nach Detmold und Herford sowie nach Altenbeken und Paderborn besteht.
Im Busverkehr bestehen Regionalverbindungen nach Höxter (über Marienmünster-Vörden), Nieheim (mit Durchbindung nach Brakel), Bad Meinberg (mit Anschluss nach Detmold) und nach Schieder-Schwalenberg sowie Wöbbel. Ein Ortsbus verbindet die Ortsteile Ottenhausen, Vinsebeck, Bergheim und Sandebeck mit der Stadt. Das Stadtgebiet gehört zum Nahverkehrsverbund Paderborn-Höxter. In Richtung NRW gilt der regionale Verbundtarif (Westfalentarif) und der NRW-Tarif. Da es keinen speziellen S-Bahntarif gibt, wird nach Hannover der Niedersachsentarif angewendet.
Steinheim liegt an dem Europaradwanderweg R1 und den regionalen Radwanderwegen R51 und R53.
Im Stadtbezirk Vinsebeck liegt das Segelfluggelände Vinsebeck-Frankenberg.

### Medien
An Tageszeitungen erscheinen die Neue Westfälische und das Westfalen-Blatt, sie berichten an sechs Tagen pro Woche über lokale Ereignisse. Der Mantel beider Zeitungen wird von den jeweiligen Hauptredaktionen aus Bielefeld bezogen. Zudem erscheint vierteljährlich im Hochstift Paderborn und dem Corveyer Land die Zeitschrift Die Warte für die Kreise Paderborn und Höxter, mit Beiträgen zur Regionalgeschichte, Literatur und Kunst.
Steinheim gehört zum Berichtsgebiet des Regionalstudios Bielefeld des WDR. Im Gebiet des ehemaligen Hochstifts Paderborn, zu dem auch Steinheim gehörte, gibt es seit 1991 den Radiosender Radio Hochstift, der insbesondere regionale Themen aufgreift und im Vergleich zu den überregionalen Sendern (z. B. WDR) einen höheren Höreranteil besitzt.

### Öffentliche Einrichtungen
Steinheim verfügt mit dem St. Rochus Krankenhaus bereits seit 1858 über eine wohnortnahe, leistungsfähige medizinische Versorgung. Das Versorgungsgebiet erstreckt sich über den nördlichen Teil des Kreises Höxter und den südöstlichen Teil des Kreises Lippe. Das Krankenhaus mit 100 Betten ist ein Standort des Klinikum Weser-Egge, das zur Katholischen Hospitalvereinigung Weser-Egge gehört. Hauptabteilungen sind die Akut-Geriatrie und die Innere Medizin. Darüber hinaus ist das St. Rochus Krankenhaus Notarztstandort. Ein Förderverein setzt sich seit 2001 für die Belange des Krankenhauses und die wohnortnahe Notfallversorgung ein
- Freiwillige Feuerwehr Steinheim.

### Bildung
Die Stadt bietet mit Ausnahme einer Gesamtschule alle Schultypen an. Im Jahr 2007 wurden an den Schulen der Stadt mit 140 Lehrkräften insgesamt 2265 Schüler unterrichtet, davon 29,4 % an den drei Grundschulen, 8,3 % an der Hauptschule und 23,8 % an der Realschule, 34,5 % am Gymnasium, sowie 4,0 % an der Förderschule. Die Hauptschule in Steinheim wurde mit Beginn der Schulferien 2011 und die Förderschule mit Beginn der Schulferien 2016 geschlossen. Das Gebäude der Hauptschule wurde 2013 abgerissen und ist als zentrumsnahes Baugebiet ausgewiesen. Das Gebäude der Förderschule wird zu einem Kulturzentrum umgebaut.
Steinheim hat darüber hinaus mehrere Kindergärten bzw. Kindertagesstätten, eine Bücherei und eine Musikschule.
Ein Bildungsangebot für Jugendliche und Erwachsene nach Beendigung einer ersten Bildungsphase bietet die Volkshochschule Bad Driburg – Brakel – Nieheim – Steinheim an.
Die nächstgelegenen Hochschulen sind die Standorte Detmold (20 km), Lemgo (25 km) und Höxter (26 km) der Technische Hochschule Ostwestfalen-Lippe (THOWL) und die Universität Paderborn (38 km).

## Persönlichkeiten

### Ehrenbürger
- Hubert Schulte (1927–2011)
- Heinz Becker, Geschäftsmann

### Söhne und Töchter der Stadt
- Hermann Tulichius (ca. 1486–1540), Theologe, Pädagoge und Reformator
- Reiner Reineccius (1541–1595), Historiker
- Heinrich Menne (1541–1621), Prediger auf Bornholm, Hauptpastor und Senior in Lübeck
- Wilhelm Anton von der Lippe (1763–1823), auf Gut Wintrup geborener katholischer Priester und Domherr in Münster
- Karl Freiherr von Boeselager (1848–1890), Jesuitenpater und Professor der Geschichte an der Universität von Bombay
- Bruno Donath (1870–1929), Physiker
- Arthur Ludwig (1874–1930), Neurologe
- Johannes Hillebrand (1874–1931), Weihbischof
- Bernd von Kanne (1884–1967), NS-Politiker und Reichskommissar für Milch- und Fettwirtschaft
- Josef Daniel Sommer (1886–1979), Bildhauer
- Jost (Josef) Walbaum (1889–1969), Mediziner, Röntgenologe, Amtsarzt sowie NS-Politiker und SA-Oberführer
- Franz Wiedemeier (1890–1970), Politiker (Zentrum, CDU)
- Werner Scheibner (1899–1999), NS-Politiker und RAD-Führer
- Albert Hochheimer (1900–1976), Schriftsteller
- Wilhelm Hanebal (1905–1982), Bildhauer
- Heiner Feldhoff (* 1945), Schriftsteller
- Anne Steinwart (* 1945), deutsche Schriftstellerin
- Heinz Werner Schneider (1947–2006), Szene-Gastronom, Filmschaffender, Maler
- Franz Walter (* 1956), Politologe
- Stephan Myschik (* 1975), Ingenieur und Professor
- Sven Deutschmanek (* 1976), Kunst- und Antiquitätenhändler
- Femke Soetenga (* 1980), Musicaldarstellerin
- Kathy Weber (* 1980), Moderatorin
- André Kropp (* 1984), Handballspieler
- Linda Stahl (* 1985), Leichtathletin
- Daniel Freitag (* 1986), Sänger, Musiker und Komponist
- Ensar Baykan (* 1992), Fußballspieler

### Weitere Persönlichkeiten
- Norbert Wolff (* 1962), Theologe und Kirchengeschichtler
- Jürgen Jasperneite (* 1964), Ingenieur und Professor
- Christian Waldhoff (* 1965), Rechtswissenschaftler und Professor
- Oliver Beerhenke (* 1970), Comedian und Fernsehmoderator

Seit 2008 verleiht die Stadt die Reiner-Reineccius-Medaille an „Querdenker und Pioniere“ wider den Zeitgeist.